# Dolní Heršpice
Dolní Heršpice (německy Unter Gerspitz) jsou městská čtvrť na jihu statutárního města Brna. Její katastrální území má rozlohu 3,13 km². Původně samostatná obec byla k Brnu připojena v roce 1919, od 24. listopadu 1990 je součástí samosprávné městské části Brno-jih. Žije zde přibližně 600 obyvatel.
Rozkládají se západně od řeky Svratky.

## Název
K roku 1333 jsou Dolní Heršpice uváděny jako Jerspicz. Od 17. století se stabilně používal německý tvar Vnter Gerspitz, respektive Unter Gerspitz. Počeštěná verze je doložená v polovině 19. století jako Dolnj Gerspice, později v témže věku jako Dolní Heršpice, případně Dolní Jeršpice.
Podle Ladislava Hosáka a Rudolfa Šrámka se název Heršpice vyvinul ze jména vsi Jarošovice (tj. ves lidí Jarošových), které je odvozeno od osobního jména Jaroš, domácké podoby některého z jmen jako Jaroslav, Jaromír, Jarohněv ap. (jaro- ve smyslu silný, statný). Do němčiny byl název převzat s obvyklou záměnou Jar- za Ger- a typickou jihomoravskou záměnou zakončení -šovice za -spitz. Z českého jména Jarošovice se tak stalo německé jméno Gerspitz. Při počeštění jména v 19. století pak proběhla záměna úvodního písmene G za J či H.

## Charakteristika čtvrtě
Podobně jako sousední Přízřenice se i zástavba Dolních Heršpic skládá ze dvou výrazně oddělených částí. Jednak je to západní převážně obchodně průmyslová část rozkládající se podél Vídeňské ulice, jíž prochází důležitá víceproudová silnice E461, jejímž středem vede trasa tramvajové linky číslo 2. Západně od této ulice se nachází velké obchodní centrum Futurum Brno, v jehož přízemí je mimo jiné i velký hypermarket společnosti Tesco. Jižně od tohoto obchodního centra se zde na jihozápadě dolnoheršpického katastru rozkládají zahradní pozemky, navazující na obdobné pozemky v sousedním katastru Přízřenic. Druhá východní část zástavby Přízřenic je tvořena původní vesnicí, ležící na pravém břehu Svratky, a na levém břehu Svratky ležícím areálem Avion Shopping Parku Brno, v němž se nachází první brněnský původní hypermarket Tesco. Stejně jako v případě Přízřenic se mezi oběma částmi Dolních Heršpic rozkládají rozsáhlé plochy orné půdy, které v podstatně menší míře leží i na východním okraji dolnoheršpického katastru. Jádrem původní vesnice je Jižní náměstí, na němž se nachází kaplička sv. Kateřiny Sienské. V minulosti se vedle ní ve středu tohoto náměstí nacházel i rybníček. Východně od původní vsi prochází po březích Svratky cyklostezka. V roce 2008 vyrostl na pravém břehu Svratky obytný park Cubbe.
Katastrálním územím Dolních Heršpic procházejí i dálnice D1 a D2, které se zde kříží.

## Vývoj počtu obyvatelstva
| 1869 | 1880 | 1890 | 1900 | 1910 | 1921 | 1930 | 1950 | 1961 | 1970 | 1980 | 1991 | 2001 | 2011 | 2021 |
| ---- | ---- | ---- | ---- | ---- | ---- | ---- | ---- | ---- | ---- | ---- | ---- | ---- | ---- | ---- |
| 314  | 354  | 401  | 396  | 470  | 473  | 573  | 494  | 441  | 382  | 330  | 305  | 361  | 595  | 813  |

## Sousedící obce a katastrální území
Na jihu hraničí Dolní Heršpice s katastrálním území Přízřenice (rovněž součást městské části Brno-jih), na západě s katastrálním územím obce Moravany a katastrálním územím Horní Heršpice (rovněž součást městské části Brno-jih), na severu také s Horními Heršpicemi, na východě s katastrálními územími Brněnské Ivanovice a Holásky (obojí tvoří součást městské části Brno-Tuřany).

## Historický přehled
Součástí Brna se Dolní Heršpice staly 16. dubna 1919. Poté zde do roku 1939 působil místní výbor, v letech 1939–1945 jen místní úřadovna. Po osvobození zde byl 27. dubna 1945 ustaven samostatný MNV, spravující celé tehdejší katastrální území Dolní Heršpice. Působil do konce roku 1946. K 1. lednu 1947 byl celý dolnoheršpický katastr začleněn do městského obvodu Brno VIII, v jehož rámci setrval do 30. září 1949. Od 1. října 1949 do 30. dubna 1954 pak byl celý dolnoheršpický katastr součástí městského obvodu Brno XI. Od 1. května 1954 pak byl celý dolnoheršpický katastr součástí městského obvodu Brno IX. Jeho název byl k 1. červnu 1957 změněn na Brno IX-Horní Heršpice. Roku 1960 se z něj stala městská část Horní Heršpice, přejmenovaná roku 1971 na Brno IX. Horní Heršpice. Ve druhé polovině 60. let došlo při radikální druhé katastrální reformě Brna též k úpravě katastrálních hranic Dolních Heršpic do dnešní podoby. V rámci této reformy byly provedeny úpravy hranice s Horními Heršpicemi, a k Dolním Heršpicím byly připojeny malé okrajové části původních katastrů Brněnských Ivanovic, Holásek a Přízřenic.
Roku 1975 byla městská část „Brno IX. Horní Heršpice“ zrušena a celé dolnoheršpické katastrální území bylo pak až do roku 1990 součástí městského obvodu Brno IV. Od 24. listopadu 1990 je celé dolnoheršpické katastrální území součástí samosprávné městské části Brno-jih.
12. září 2010 se v Dolních Heršpicích a Přízřenicích konalo místní referendum o oddělení od Brna a vytvoření nové obce Dolní Heršpice-Přízřenice, o těchto snahách podrobněji pojednává článek Dolní Heršpice-Přízřenice.

## Galerie

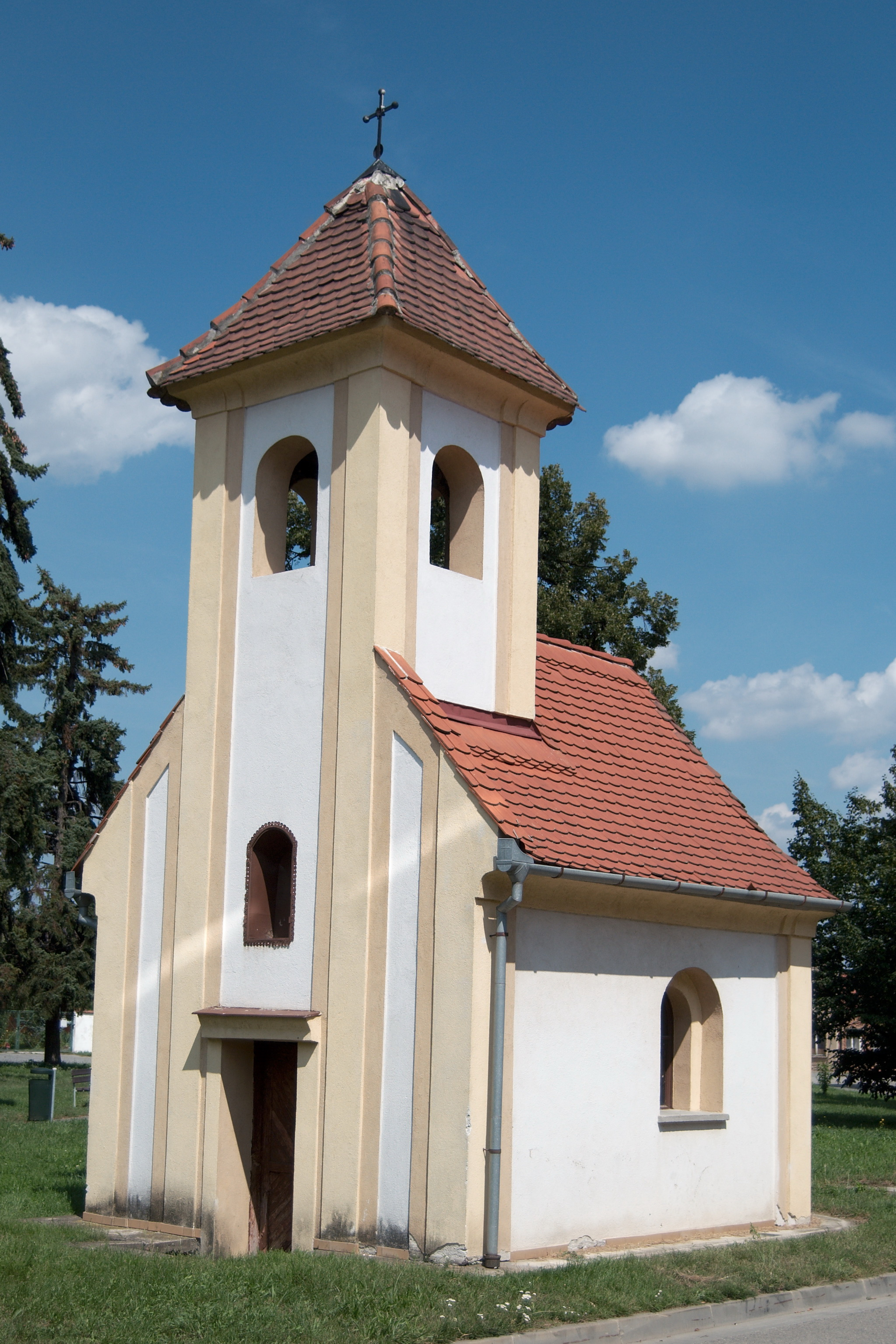
Kaplička sv. Kateřiny Sienské na Jižním náměstí
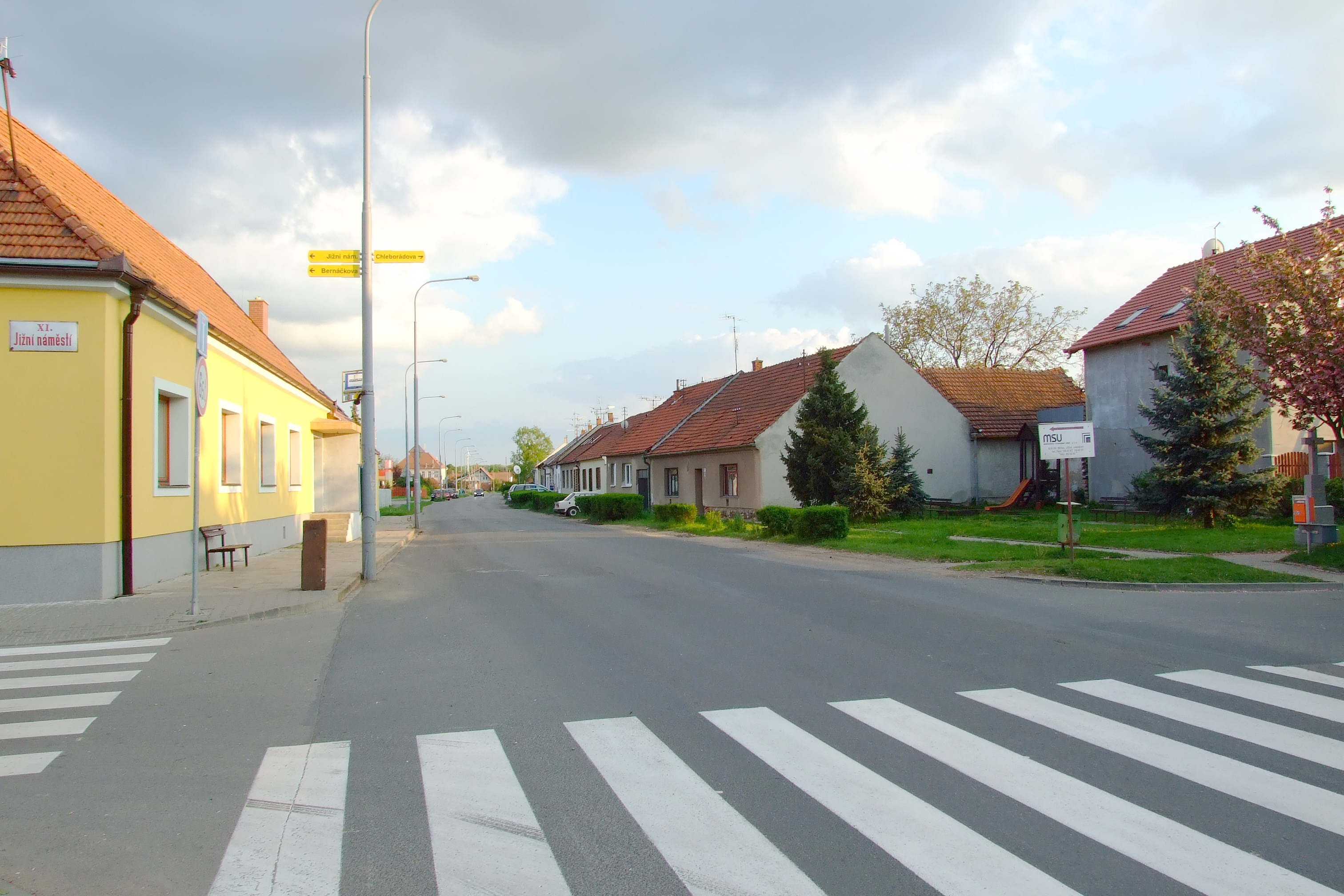
Křižovatka ulic Havránkova, Chleborádova a Jižního náměstí v původní vesnici
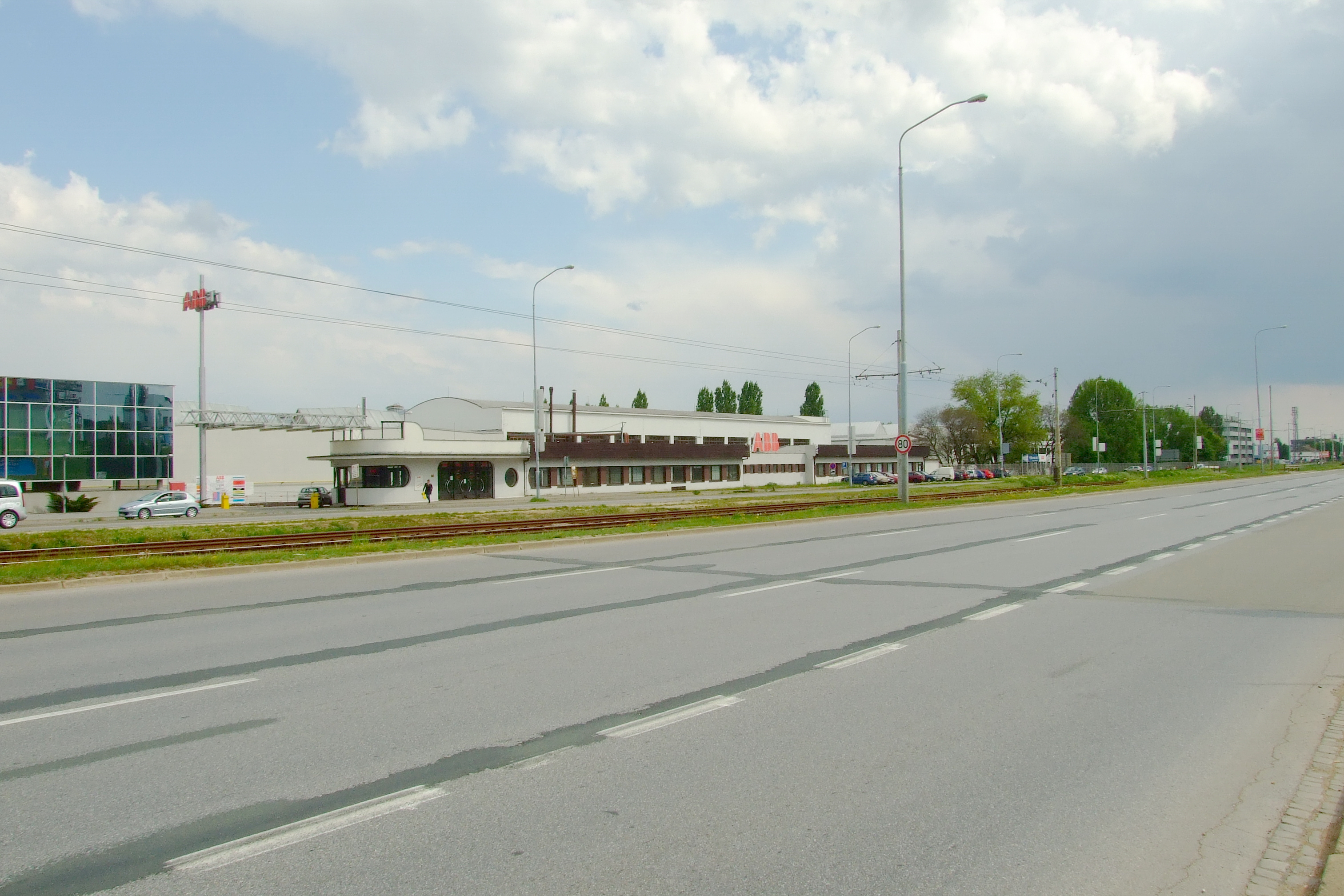
Firmy na východní straně Vídeňské ulice v obchodně průmyslové části Dolních Heršpic
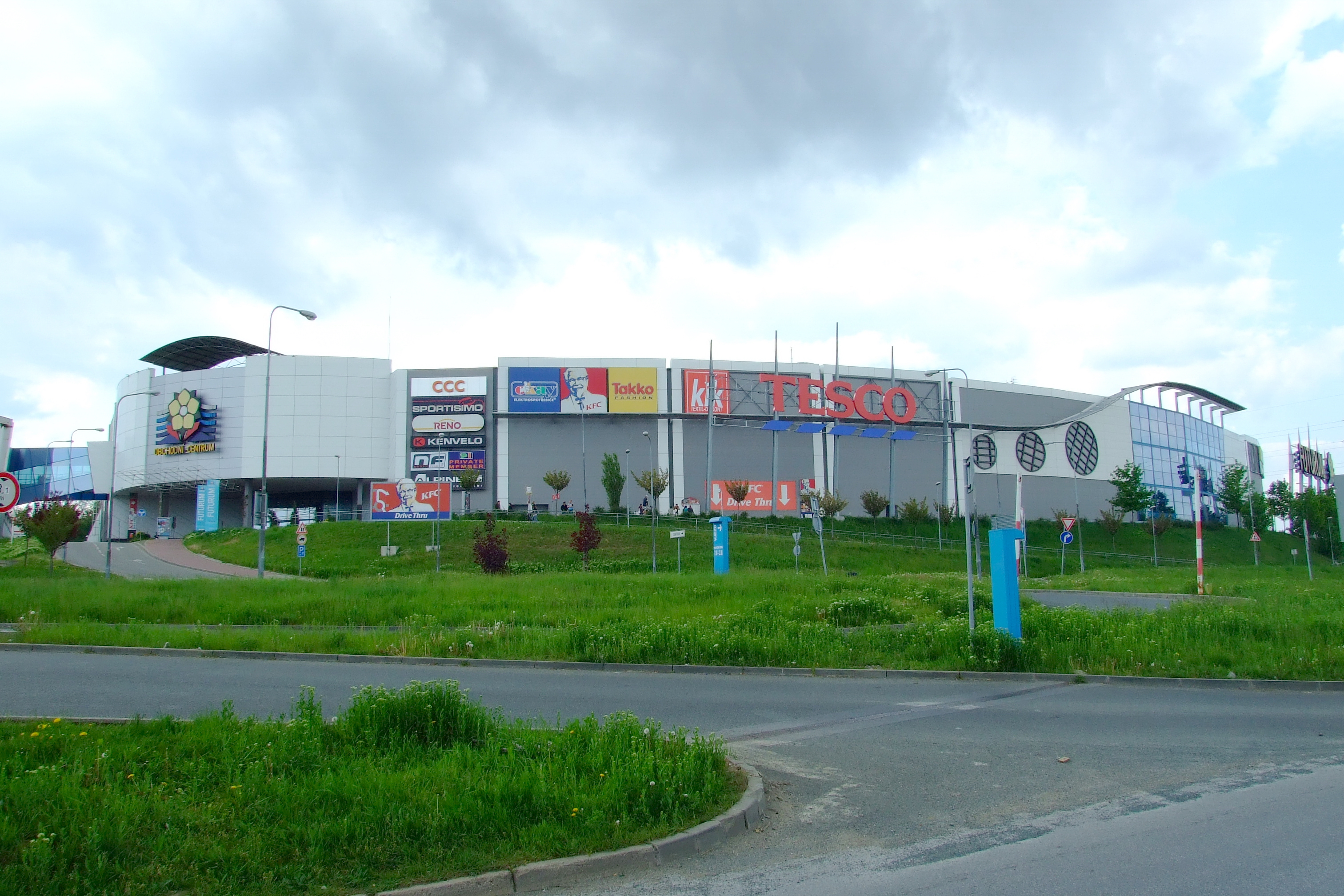
Obchodní centrum Futurum
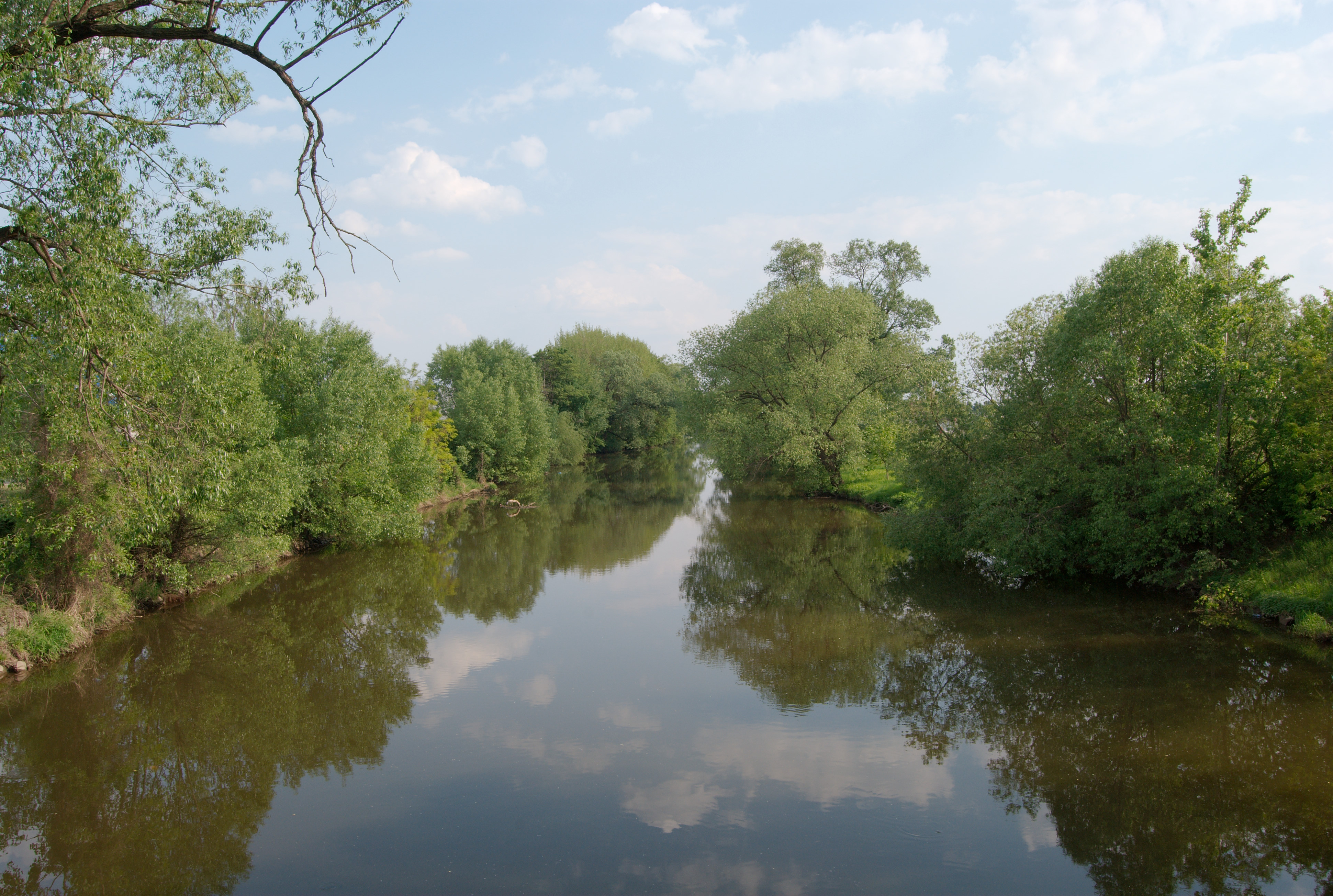
Svratka v Dolních Heršpicích